# Agente Segreto Sam
Agente Segreto Sam (C.I.Ape) è un film del 2021 diretto da Ali Zamani. 
Le riprese principali si sono svolte nell’Oklahoma centrale tra giugno e luglio 2020. Le riprese ebbero luogo nelle città di Weatherford e Guthrie.

## Critica
Jennifer Borget di Common Sense Media ha assegnato al film un punteggio di due stelle su cinque, definendolo “una semplice commedia d’azione, sciocca proprio come sembra”.